# Tibberton, Gloucestershire
Tibberton är en ort och civil parish i Storbritannien.   Den ligger i grevskapet Gloucestershire och riksdelen England, i den södra delen av landet, 160 km väster om huvudstaden London. Tibberton ligger 10 meter över havet och antalet invånare är 565.
Terrängen runt Tibberton är huvudsakligen platt, men västerut är den kuperad.Runt Tibberton är det ganska tätbefolkat, med 166 invånare per kvadratkilometer. Närmaste större samhälle är Gloucester, 8,3 km sydost om Tibberton. Trakten runt Tibberton består till största delen av jordbruksmark.